# انقلاب اکتبر ۱۹۱۰
انقلاب ۵ اکتبر ۱۹۱۰ انقلابی بود که باعث سرنگونی پادشاهی پرتغال پس از قرن‌ها حکومت شد و جمهوری اول پرتغال به قدرت رسید. این وقایع نتیجه کودتایی بود که توسط حزب جمهوری‌خواه پرتغال سازماندهی شد.